# Generał porucznik artylerii

Pagon na mundurze paradnym

Generał porucznik artylerii, ros.:Генерал-лейтенант артиллерии — stopień wojskowy w korpusie wyższych oficerów artylerii w Siłach Zbrojnych ZSRR w latach 1940 - 1984; niższy stopień to generał major artylerii, kolejny wyższy to generał pułkownik artylerii.